# 谢飞 (官员)
谢飞（1913年2月3日—2013年2月14日），原名谢琼香，广东省文昌县人，中华人民共和国政治人物，刘少奇第三任妻子。早年参加共青团，后在香港、新加坡从事地下工作。1934年，调江西瑞金中央苏区，任国家政治保卫局机要秘书。后参加长征，之后担任刘少奇秘书，此后升任苏南区地委常委、宣传部部长。1950年，担任中国人民大学专修科主任，中央政法干部学校副校长。文化大革命中被牵连入狱，后担任中央政法干部学校副校长，中央人民公安学院副院长。